# Studio de cinéma de Shanghai
Le Studio de cinéma de Shanghai (chinois simplifié : 上海电影制片厂 ; chinois traditionnel : 上海電影製片廠 ; pinyin : shànghǎi diànyǐng zhìpiànchǎng) est une société de production de cinéma basée à Shanghai, en République populaire de Chine et fondé le 16 novembre 1949. Yu Ling (zh) (于伶) en a été son directeur à sa création.